# Eudelus pallicarpus
Eudelus pallicarpus là một loài tò vò trong họ Ichneumonidae.